# Executive Club
Der Executive Club (kurz BAEC) ist das Vielfliegerprogramm von British Airways. Der British Airways Executive Club unterscheidet wie die meisten Vielfliegerprogramme zwischen Prämien- und Statusmeilen. Prämien- und Statusmeilen können auf jedem Flug unabhängig voneinander gesammelt werden.

## Prämienmeilen
Mit Prämienmeilen (im BAEC „Avios“) können Prämienflüge, Upgrades etc. gekauft werden. Die Anzahl an Prämienmeilen, die man auf einem Flug sammeln kann, hängt von der Buchungsklasse und Länge des Fluges ab. Je höher die Buchungsklasse und je länger die Flugstrecke, desto mehr Prämienmeilen werden im Allgemeinen vergeben. Zusätzlich können Prämienmeilen auch durch Hotelübernachtungen, Mietwagen- und Pauschalreisebuchungen sowie beim Abschluss von Kreditkartenverträgen erworben werden.
Die Prämienmeilen können für verschiedene Zwecke eingelöst werden. Klassische Verwendung sind Prämientickets oder das Upgrade in eine höhere Buchungsklasse. Bei der Buchung von Prämientickets entstehen zusätzliche Kosten durch Steuern (z. B. Luftverkehrabgabe) und Gebühren, die je nach ausführender Airline und Strecke stark variieren können. Prämienflüge sind damit keine echten Freiflüge, der Gegenwert und Zusatzkosten eingelöster Prämienmeilen kann stark schwanken.
Prämienmeilen können unter gewissen Voraussetzungen unbegrenzt gültig bleiben. Sie verfallen, wenn das Konto 36 Monate lang inaktiv ist.

## Statusmeilen
Statusmeilen (bei BAEC „Tier Points“) legen den Vielfliegerstatus fest. Sie können bei British Airways direkt und bei Partner-Airlines der oneworld Alliance gesammelt werden. Die Statusmeilen können – im Gegensatz zu Prämienmeilen – nicht gekauft, verschenkt oder eingelöst werden. Der Kontostand angesammelter Statusmeilen wird jährlich auf null gesetzt. Grundlage hierfür ist das Mitgliedschaftsjahr, das am Beitrittsdatum des Teilnehmers beginnt.
Durch den Erwerb von Statusmeilen erreicht der Teilnehmer eines der folgenden Statuslevel:
- Blue (Einstiegslevel)
- Bronze (ab 300 Statusmeilen), berechtigt zu bevorzugtem Check-in und Boarding, 25 % Bonus-Avios sowie freier Sitzplatzwahl 7 Tage vor Abflug
- Silver (ab 600 Statusmeilen), berechtigt zusätzlich zu freier Sitzplatzwahl ab Zeitpunkt der Buchung, Zugang zu Business Class Lounges, 50 % Bonus-Avios und mehr Freigepäck
- Gold (ab 1500 Statusmeilen), berechtigt zusätzlich zu Erste-Klasse-Check-in und -Boarding, Zugang zu First Class Lounges, 100 % Bonus-Avios sowie einer erweiterten Auswahl an Prämienflügen